# 3 (英國)
3（Three UK）是英國的一家電信公司，由長江和記實業所有。3自2003年3月開始業務，提供3G及4G移動通信服務。2004年時，3的信號已經覆蓋英國80%人口。2016年時，3的母公司長江和記實業曾試圖收購英國的另一大電訊企業O2，但因涉嫌違法歐盟反壟斷法而拒絕這一收購。2013年，3開始提供4G服務。2023年6月，3計劃和沃達豐英國合併。

## 外部連結
- 官方网站